# Festuca eggleri
Festuca eggleri är en gräsart som beskrevs av R.Tracey. Festuca eggleri ingår i släktet svinglar, och familjen gräs. Inga underarter finns listade i Catalogue of Life.